# Норман Пауелл
Норман Пауелл (англ. Norman WC Powell, нар. 25 травня 1993, Сан-Дієго, Каліфорнія, США) — американський професійний баскетболіст, атакувальний захисник команди НБА «Лос-Анджелес Кліпперс». Чемпіон НБА.

## Ігрова кар'єра
На університетському рівні грав за команду УКЛА (2011–2015). 
2015 року був обраний у другому раунді драфту НБА під загальним 46-м номером командою «Мілвокі Бакс». Проте професіональну кар'єру розпочав 2015 року виступами за «Торонто Репторз», куди був обміняний відразу після драфту на Грейвіса Васкеса. Захищав кольори команди з Торонто протягом наступних 6 сезонів.
22 березня 2019 року в матчі проти «Оклахоми» зібрав рекордні для себе 11 підбирань. Того ж року став чемпіоном НБА у складі команди.
29 листопада 2019 року в матчі проти «Орландо Меджик» набрав рекордні для себе 33 очки. 17 березня 2021 року в матчі проти «Детройта» набрав уже 43 очки.
З 2021 по 2022 рік грав у складі «Портленд Трейл-Блейзерс», куди перейшов у обмін на Гері Трента та Родні Гуда.
2022 року став гравцем «Лос-Анджелес Кліпперс».

## Статистика виступів

### Регулярний сезон
| Сезон             | Команда                   | GP  | GS  | MPG  | FG%  | 3P%  | FT%  | RPG | APG | SPG | BPG | PPG  |
| ----------------- | ------------------------- | --- | --- | ---- | ---- | ---- | ---- | --- | --- | --- | --- | ---- |
| 2015–16           | «Торонто Репторз»         | 49  | 24  | 14.8 | .424 | .404 | .811 | 2.3 | 1.0 | .6  | .2  | 5.6  |
| 2016–17           | «Торонто Репторз»         | 76  | 18  | 18.0 | .449 | .324 | .792 | 2.2 | 1.1 | .7  | .2  | 8.4  |
| 2017–18           | «Торонто Репторз»         | 70  | 18  | 15.2 | .401 | .285 | .821 | 1.7 | 1.3 | .5  | .2  | 5.5  |
| 2018–19†          | «Торонто Репторз»         | 60  | 3   | 18.8 | .483 | .400 | .827 | 2.3 | 1.5 | .7  | .2  | 8.6  |
| 2019–20           | «Торонто Репторз»         | 52  | 26  | 28.4 | .495 | .399 | .843 | 3.7 | 1.8 | 1.2 | .4  | 16.0 |
| 2020–21           | «Торонто Репторз»         | 42  | 31  | 30.4 | .498 | .439 | .865 | 3.0 | 1.8 | 1.1 | .2  | 19.6 |
| 2020–21           | «Портленд Трейл-Блейзерс» | 27  | 27  | 34.4 | .443 | .361 | .880 | 3.3 | 1.9 | 1.3 | .4  | 17.0 |
| 2021–22           | «Портленд Трейл-Блейзерс» | 40  | 39  | 33.3 | .456 | .406 | .803 | 3.3 | 2.1 | 1.0 | .4  | 18.7 |
| 2021–22           | «Лос-Анджелес Кліпперс»   | 5   | 2   | 25.0 | .508 | .542 | .857 | 2.8 | 2.8 | .4  | .8  | 21.4 |
| Усього за кар'єру | Усього за кар'єру         | 421 | 188 | 22.4 | .463 | .384 | .831 | 2.6 | 1.5 | .8  | .3  | 11.3 |

### Плей-оф
| Сезон             | Команда                   | GP | GS | MPG  | FG%  | 3P%  | FT%  | RPG | APG | SPG | BPG | PPG  |
| ----------------- | ------------------------- | -- | -- | ---- | ---- | ---- | ---- | --- | --- | --- | --- | ---- |
| 2015–2016         | «Торонто Репторз»         | 18 | 3  | 11.4 | .386 | .269 | .875 | 1.5 | .3  | .7  | .1  | 3.8  |
| 2016–2017         | «Торонто Репторз»         | 9  | 5  | 25.2 | .427 | .441 | .833 | 3.1 | 1.6 | 1.1 | .3  | 11.7 |
| 2017–2018         | «Торонто Репторз»         | 6  | 0  | 6.7  | .286 | .143 | .750 | .3  | .3  | .0  | .0  | 2.0  |
| 2018–2019†        | «Торонто Репторз»         | 23 | 0  | 15.9 | .444 | .387 | .737 | 2.2 | 1.1 | .4  | .0  | 6.5  |
| 2019–2020         | «Торонто Репторз»         | 11 | 0  | 24.8 | .490 | .423 | .793 | 2.4 | 1.0 | .5  | .3  | 13.4 |
| 2020–2021         | «Портленд Трейл-Блейзерс» | 6  | 6  | 36.0 | .500 | .385 | .889 | 2.2 | 2.0 | .8  | 1.0 | 17.0 |
| Усього за кар'єру | Усього за кар'єру         | 73 | 14 | 18.2 | .447 | .382 | .814 | 2.0 | 1.0 | .6  | .2  | 8.0  |